# Лимор
Лимор (на английски: Lemoore) е град в окръг Кингс, щата Калифорния, САЩ. Лимор е с население от 26 355 жители (по приблизителна оценка от 2017 г.) и обща площ от 21,9 km². Намира се на 70 m надморска височина. ЗИП кодовете му са 93245 – 93246, а телефонният му код е 559.